# Сумно?
SUMNO.com або сумно? — інтернет-проєкт, найбільша українська спільнота блоґів про культуру, інтернет-видання. Основними засадами редакційної політики є аполітичність, позаформатність, україномовність та оригінальність.

## Історія
14 жовтня 2005 вважається датою заснування інтернет-видання сумно?. Перше переформатування видання відбулося в кінці листопада 2005-го, тоді формат ресурсу змінився на виключно культурний.
Сайт стрімко розвивався і змінювався, не відстаючи від нових вебтехнологій. Але найбільше реформування відбулося на третій день народження ресурсу. Тоді й було запущено соціальну мережу, на кшталт Livejournal, Last.fm тощо. Це перша українська соціальна мережа, присвячена культурі й подорожам.
Головним редактором ресурсу є Богдан Логвиненко, розробниками — українська компанія Pleso.net.

## Події
19 жовтня 2006 — сумно? відсвяткувало перший день народження в кнайп-клубі Купідон. На події були: Ірена Карпа, Світлана Поваляєва, Марина Соколян, Анатолій Дністровий, Лариса Денисенко, Ірен Роздобудько, Тінь Сонця, Гайдамаки, ТНМК, VovaZiL'vova та інші.
19 жовтня 2007 — сумно? провело один з наймасовіших літературно-музичних заходів того року — Другий день народження сучасної української культури. Захід зібрав понад дві тисячі прихильників мистецтва, діячів культури, письменників, арткритиків і отримало широкий розголос у пресі. Серед учасників були: Сергій Жадан, Мертвий Півень, Артем Захарченко, Ірина Цілик та багато інших.
сумно? провело ще кілька закритих і відкритих подій, тусівок і в майбутньому значно збільшить їх кількість.

## Цілі
- розвиток соціальної мережі як сприятливого середовища для розвитку молодої журналістики та створення якісного українського культурного продукту;
- розвиток інформаційного ресурсу, орієнтованого виключно на первинні джерела;
- розвиток суміжних тематичних проєктів, їх інформаційна підтримка;
- створення онлайн-школи культурної журналістики;

## Розділи
- Кіно — рецензії та афіші нових фільмів. Фотогалереї зі зйомок та кадри зі стрічок.
- Література — книжкові рецензії, інтерв'ю з актуальними авторами, репортажі з презентацій та анонси нових видань, літературних тусівок.
- Музика — репортажі з музичних фестивалів, концертів, інтерв'ю та музичні рецензії.
- Театр — рецензії та галереї вистав.
- Візуалка — актуальні інтерв'ю та репортажі з місць візуального життя.
- Подорожі — фото та розповіді з цікавих мандрівок.
- Події — найцікавіші мистецькі події з усього світу.

## Інформаційне партнерство
Чільним досягненням видання є інформаційна підтримка. З логотипом «сумно?» вийшло більше 150-ти книжок у таких видавництвах: Кальварія, Фоліо, Дуліби, Нора-Друк, дисків у музичних видавців: Moon Records, Mp3 Records, UKRmusic, Наш Формат, Atlantic, ВеснаMusic тощо.
сумно? здобуло авторитет у більшості українських фестивалів та масових заходів і наразі є офіційним партнером таких дійств:
- Міжнародний фестиваль «Тарас Бульба»
- Міжнародний фестиваль «Шешори»
- Фестиваль Рок Січ (2006 рік)
- Фестиваль День Незалежності з Махном
- Фестиваль Jazz Bez
- Фестиваль Нівроку
- Львівський форум видавців

сумно? є офіційним інформаційним партнером таких метрів української музики, як «Вій» та «Мертвий Півень», а також ще кількох десятків музичних колективів.

## Цільова аудиторія
сумно? орієнтується на молодь, як на наймобільнішу частину українського суспільства

## Суб-проєкти
сумно? збирає найцікавіші ресурси українського інтернету:
- Сайт театру Арабески [Архівовано 15 лютого 2020 у Wayback Machine.] — один з найкращих українських андерграундних театрів.
- Fadiez.com.ua — один з найстаріших українських музичних порталів. У вересні 2008-го ресурс відсвяткував 5-річчя.